# Tetraodòntids
Els tetraodòntids (Tetraodontidae, gr. "quatre dents") són una família de peixos teleostis de l'ordre dels tetraodontiformes present a les àrees de clima tropical i subtropical de l'Atlàntic, l'Índic i el Pacífic, tot i que n'hi ha també d'aigua dolça. Són completament absents d'aigües fredes.
La carn d'algunes espècies és considerada una menja exquisida al Japó i Corea. Cal fer servir guants gruixuts en manipular-los per evitar possibles enverinaments o mossegades en treure'ls l'ham.

## Morfologia
Poden arribar als 90 cm de llargària màxima segons l'espècie. Tenen el bec fort. Són capaços de moure els ulls de forma independent l'un de l'altre. Moltes espècies poden canviar els seus colors en resposta als canvis ambientals, de manera semblant a com ho faria un camaleó. Sense aletes pelvianes. No tenen costelles. Algunes espècies contenen tetraodontoxina a la pell, els teixits musculars, la sang, les vísceres (en especial, el fetge i els intestins) o en les gònades durant la temporada de fresa. Són capaços d'inflar el seu cos robust succionant aigua (o aire si es troben fora de l'aigua).

## Ecologia
Els ous són dipositats en un niu i, presumiblement, protegits pels pares.
Algunes espècies són omnívores, mentre que d'altres tenen preferència per alguns invertebrats (eriçons de mar, estrelles de mar, esponges de mar, coralls, crancs, musclos, cucs i tunicats) o algues.

## Gèneres i espècies
- Amblyrhynchotes (Troschel, 1856)[5]
  - Amblyrhynchotes honckenii (Bloch, 1785)
  - Amblyrhynchotes rufopunctatus (Li, 1962)
- Arothron (Müller, 1841)[6]
  - Arothron caeruleopunctatus (Matsuura, 1994)
  - Arothron carduus (Cantor, 1849)
  - Arothron diadematus (Rüppell, 1829)
  - Arothron firmamentum (Temminck & Schlegel, 1850)
  - Arothron gillbanksii (Clarke, 1897)
  - Arothron hispidus (Linnaeus, 1758)
  - Arothron immaculatus (Bloch & Schneider, 1801)
  - Arothron inconditus (Smith, 1958)
  - Arothron leopardus (Day, 1878)
  - Arothron manilensis (de Procé, 1822)
  - Arothron mappa (Lesson, 1831)
  - Arothron meleagris (Lacépède, 1798)
  - Arothron nigropunctatus (Bloch & Schneider, 1801)
  - Arothron reticularis (Bloch & Schneider, 1801)
  - Arothron stellatus (Bloch & Schneider, 1801)
- Auriglobus (Kottelat, 1999)[7]
  - Auriglobus amabilis (Roberts, 1982)
  - Auriglobus modestus (Bleeker, 1851)
  - Auriglobus nefastus (Roberts, 1982)
  - Auriglobus remotus (Roberts, 1982)
- Canthigaster (Swainson, 1839)[8]
  - Canthigaster amboinensis (Bleeker, 1865)
  - Canthigaster bennetti (Bleeker, 1854)
  - Canthigaster callisterna (Ogilby, 1889)
  - Canthigaster capistrata (Lowe, 1839)
  - Canthigaster compressa (Marion de Procé, 1822)
  - Canthigaster coronata (Vaillant & Sauvage, 1875)
  - Canthigaster cyanetron (Randall & Cea Egaña, 1989)
  - Canthigaster cyanospilota (Randall, Williams & Rocha, 2008)
  - Canthigaster epilampra (Jenkins, 1903)
  - Canthigaster figueiredoi (Moura & Castro, 2002)
  - Canthigaster flavoreticulata (Matsuura, 1986)
  - Canthigaster inframacula (Allen & Randall, 1977)
  - Canthigaster investigatoris (Annandale & Jenkins, 1910)
  - Canthigaster jactator (Jenkins, 1901)
  - Canthigaster jamestyleri (Moura & Castro, 2002)
  - Canthigaster janthinoptera (Bleeker, 1855)
  - Canthigaster leoparda (Lubbock & Allen, 1979)
  - Canthigaster margaritata (Rüppell, 1829)
  - Canthigaster marquesensis (Allen & Randall, 1977)
  - Canthigaster natalensis (Günther, 1870)
  - Canthigaster ocellicincta (Allen & Randall, 1977)
  - Canthigaster papua (Bleeker, 1848)
  - Canthigaster punctata (Matsuura, 1992)
  - Canthigaster punctatissima (Günther, 1870)
  - Canthigaster pygmaea (Allen & Randall, 1977)
  - Canthigaster rapaensis (Allen & Randall, 1977)
  - Canthigaster rivulata (Temminck & Schlegel, 1850)
  - Canthigaster rostrata (Bloch, 1786)
  - Canthigaster sanctaehelenae (Günther, 1870)
  - Canthigaster smithae (Allen & Randall, 1977)
  - Canthigaster solandri (Richardson, 1845)
  - Canthigaster supramacula (Moura & Castro, 2002)
  - Canthigaster tyleri (Allen & Randall, 1977)
  - Canthigaster valentini (Bleeker, 1853)
- Carinotetraodon (Benl, 1957)[9]
  - Carinotetraodon borneensis (Regan, 1903)
  - Carinotetraodon imitator (Britz & Kottelat, 1999)
  - Carinotetraodon irrubesco (Tan, 1999)
  - Carinotetraodon lorteti (Klausewitz, 1957)
  - Carinotetraodon salivator (Lim & Kottelat, 1995)
  - Carinotetraodon travancoricus (Hora & Nair, 1941)
- Chelonodon (Müller, 1841)[10]
  - Chelonodon laticeps (Smith, 1948)
  - Chelonodon patoca (Hamilton, 1822)
  - Chelonodon pleurospilus (Regan, 1919)
- Chonerhinos (Bleeker, 1854)[11]
  - Chonerhinos naritus (Richardson, 1848)
  - Chonerhinos silus (Roberts, 1982)
- Colomesus (Gill, 1884)[12]
  - Colomesus asellus (Müller & Troschel, 1848)
  - Colomesus psittacus (Bloch & Schneider, 1801)
- Contusus (Whitley, 1947)[13]
  - Contusus brevicaudus (Hardy, 1981)
  - Contusus richei (Fréminville, 1813)
- Ephippion (Bibron, 1855)[14]
  - Ephippion guttifer (Bennett, 1831)
- Feroxodon (Su, Hardy & Tyler, 1986)[15]
  - Feroxodon multistriatus (Richardson, 1854)
- Fugu
  - Fugu orbimaculatus (Kuang, Li & Liang, 1984)
- Guentheridia (Gilbert & Starks, 1904)[16]
  - Guentheridia formosa (Günther, 1870)
- Javichthys (Hardy, 1985)[17]
  - Javichthys kailolae (Hardy, 1985)
- Lagocephalus (Swainson, 1839)[8]
  - Lagocephalus cheesemanii (Clarke, 1897)
  - Lagocephalus gloveri (Abe & Tabeta, 1983)
  - Lagocephalus guentheri (Miranda-Ribeiro, 1915)
  - Lagocephalus inermis (Temminck & Schlegel, 1850)
  - Lagocephalus laevigatus (Linnaeus, 1766)
  - Lagocephalus lagocephalus (Linnaeus, 1758)
  - Lagocephalus lunaris (Bloch & Schneider, 1801)
  - Lagocephalus sceleratus (Gmelin, 1789)
  - Lagocephalus spadiceus (Richardson, 1845)
  - Lagocephalus suezensis (Clark & Gohar, 1953)
  - Lagocephalus wheeleri (Abe, Tabeta & Kitahama, 1984)
- Liosaccus (Günther, 1870)[18]
  - Liosaccus aerobaticus (Whitley, 1928)
- Marilyna (Hardy, 1982)[19]
  - Marilyna darwinii (Castelnau, 1873)
  - Marilyna meraukensis (de Beaufort, 1955)
  - Marilyna pleurosticta (Günther, 1872)
- Monotretus
  - Monotretus turgidus (Kottelat, 2000)
- Omegophora (Whitley, 1934)[20]
  - Omegophora armilla (Waite & McCulloch, 1915)
  - Omegophora cyanopunctata (Hardy & Hutchins, 1981)
- Pelagocephalus (Tyler & Paxton, 1979)[21]
  - Pelagocephalus marki (Heemstra & Smith, 1981)
- Polyspina (Hardy, 1983)[22]
  - Polyspina piosae (Whitley, 1955)
- Reicheltia (Hardy, 1982)[19]
  - Reicheltia halsteadi (Whitley, 1957)
- Sphoeroides (Lacépède, 1798)[23]
  - Sphoeroides andersonianus (Morrow, 1957)
  - Sphoeroides angusticeps (Jenyns, 1842)
  - Sphoeroides annulatus (Jenyns, 1842)
  - Sphoeroides cheesemanii (Clarke, 1897)
  - Sphoeroides dorsalis (Longley, 1934)
  - Sphoeroides georgemilleri (Shipp, 1972)
  - Sphoeroides greeleyi (Gilbert, 1900)
  - Sphoeroides kendalli (Meek & Hildebrand, 1928)
  - Sphoeroides lispus (Walker, 1996)
  - Sphoeroides lobatus (Steindachner, 1870)
  - Sphoeroides maculatus (Bloch & Schneider, 1801)
  - Sphoeroides marmoratus (Lowe, 1838)
  - Sphoeroides nephelus (Goode & Bean, 1882)
  - Sphoeroides nitidus (Griffin, 1921)
  - Sphoeroides pachygaster (Müller & Troschel, 1848)
  - Sphoeroides parvus (Shipp & Yerger, 1969)
  - Sphoeroides rosenblatti (Bussing, 1996)
  - Sphoeroides sechurae (Hildebrand, 1946)
  - Sphoeroides spengleri (Bloch, 1785)
  - Sphoeroides testudineus (Linnaeus, 1758)
  - Sphoeroides trichocephalus (Cope, 1870)
  - Sphoeroides tyleri (Shipp, 1972)
  - Sphoeroides yergeri (Shipp, 1972)
- Takifugu (Abe, 1949)[24]
  - Takifugu alboplumbeus (Richardson, 1845)
  - Takifugu basilevskianus (Basilewsky, 1855)
  - Takifugu bimaculatus (Richardson, 1845)
  - Takifugu chinensis (Abe, 1949)
  - Takifugu chrysops (Hilgendorf, 1879)
  - Takifugu coronoidus (Ni & Li, 1992)
  - Takifugu exascurus (Jordan & Snyder, 1901)
  - Takifugu flavidus (Li, Wang & Wang, 1975)
  - Takifugu niphobles (Jordan & Snyder, 1901)
  - Takifugu oblongus (Bloch, 1786)
  - Takifugu obscurus (Abe, 1949)
  - Takifugu ocellatus (Linnaeus, 1758)
  - Takifugu pardalis (Temminck & Schlegel, 1850)
  - Takifugu poecilonotus (Temminck & Schlegel, 1850)
  - Takifugu porphyreus (Temminck & Schlegel, 1850)
  - Takifugu pseudommus (Chu, 1935)
  - Takifugu radiatus (Abe, 1947)
  - Takifugu reticularis (Tien, Chen & Wang, 1975)
  - Takifugu rubripes (Temminck & Schlegel, 1850)
  - Takifugu snyderi (Abe, 1988)
  - Takifugu stictonotus (Temminck & Schlegel, 1850)
  - Takifugu vermicularis (Temminck & Schlegel, 1850)
  - Takifugu xanthopterus (Temminck & Schlegel, 1850)
- Tetractenos (Hardy, 1983)[22]
  - Tetractenos glaber (Fréminville, 1813)
  - Tetractenos hamiltoni (Richardson, 1846)
- Tetraodon (Linnaeus, 1758)[25]
  - Tetraodon abei (Roberts, 1998)
  - Tetraodon baileyi (Sontirat, 1989)
  - Tetraodon barbatus (Roberts, 1998)
  - Tetraodon biocellatus (Tirant, 1885)
  - Tetraodon cambodgiensis (Chabanaud, 1923)
  - Tetraodon cochinchinensis (Steindachner, 1866)
  - Tetraodon cutcutia (Hamilton, 1822)
  - Tetraodon duboisi (Poll, 1959)
  - Tetraodon erythrotaenia (Bleeker, 1853)
  - Tetraodon fluviatilis (Hamilton, 1822)
  - Tetraodon hilgendorfii (Popta, 1905)
  - Tetraodon implutus (Jenyns, 1842)
  - Tetraodon kretamensis (Inger, 1953)
  - Tetraodon leiurus (Bleeker, 1851)
  - Tetraodon lineatus (Linnaeus, 1758)
  - Tetraodon mbu (Boulenger, 1899)
  - Tetraodon miurus (Boulenger, 1902)
  - Tetraodon nigroviridis (Marion de Procé, 1822)
  - Tetraodon palembangensis (Bleeker, 1852)
  - Tetraodon pustulatus (Murray, 1857)
  - Tetraodon sabahensis (Dekkers, 1975)
  - Tetraodon schoutedeni (Pellegrin, 1926)
  - Tetraodon suvattii (Sontirat, 1989)
  - Tetraodon turgidus (Kottelat, 2000)
  - Tetraodon waandersii (Bleeker, 1853)
- Torquigener (Whitley, 1930)[26]
  - Torquigener altipinnis (Ogilby, 1891)
  - Torquigener andersonae (Hardy, 1983)
  - Torquigener balteus (Hardy, 1989)
  - Torquigener brevipinnis (Regan, 1903)
  - Torquigener flavimaculosus (Hardy & Randall, 1983)
  - Torquigener florealis (Cope, 1871)
  - Torquigener gloerfelti (Hardy, 1984)
  - Torquigener hicksi (Hardy, 1983)
  - Torquigener hypselogeneion (Bleeker, 1852)
  - Torquigener pallimaculatus (Hardy, 1983)
  - Torquigener parcuspinus (Hardy, 1983)
  - Torquigener paxtoni (Hardy, 1983)
  - Torquigener perlevis (Ogilby, 1908)
  - Torquigener pleurogramma (Regan, 1903)
  - Torquigener randalli (Hardy, 1983)
  - Torquigener squamicauda (Ogilby, 1910)
  - Torquigener tuberculiferus (Ogilby, 1912)
  - Torquigener vicinus (Whitley, 1930)
  - Torquigener whitleyi (Paradice, 1927)
- Tylerius (Hardy, 1984)[27]
  - Tylerius spinosissimus (Regan, 1908)[28][29][30][31][32][33][34]

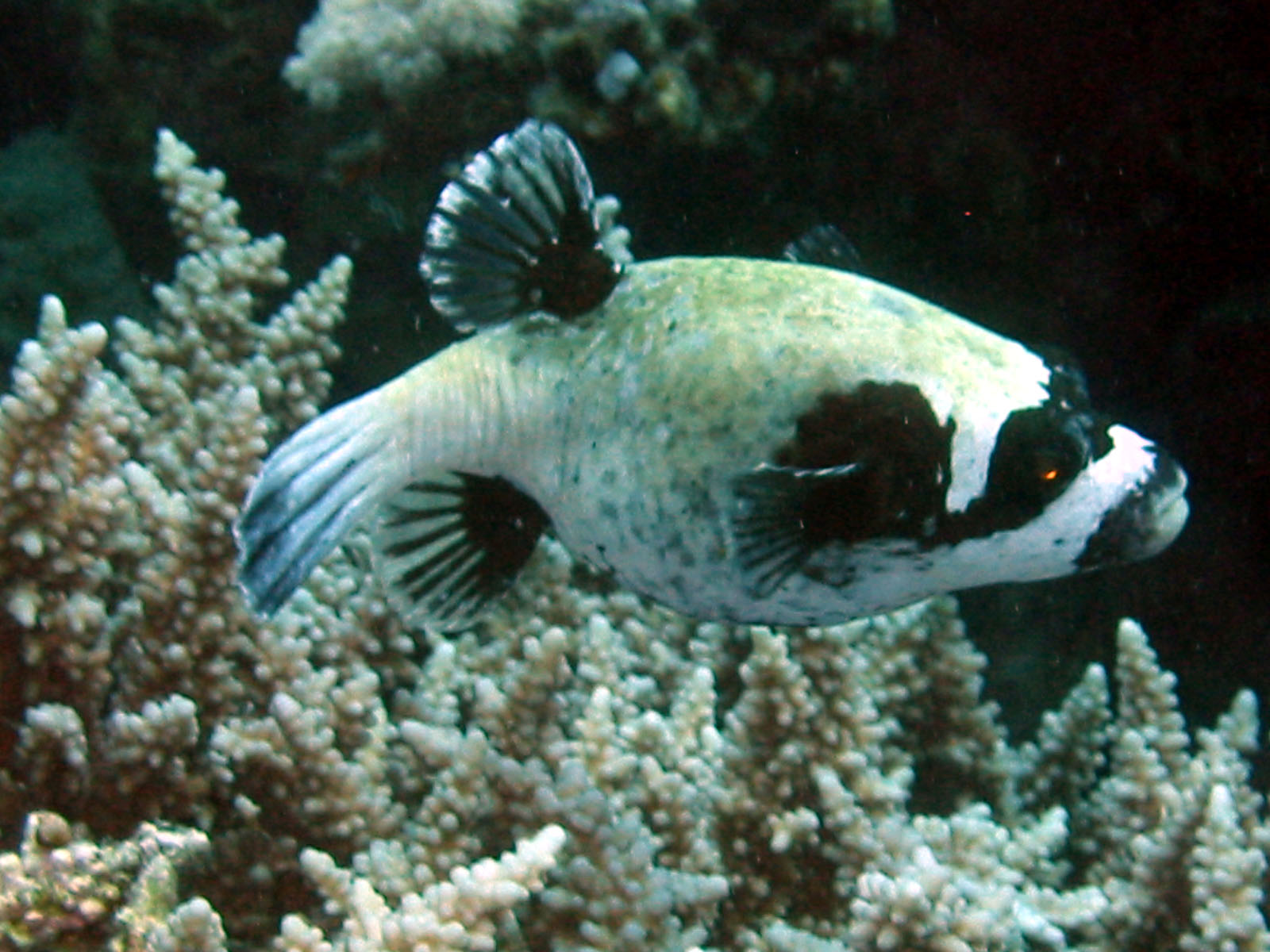
Arothron diadematus
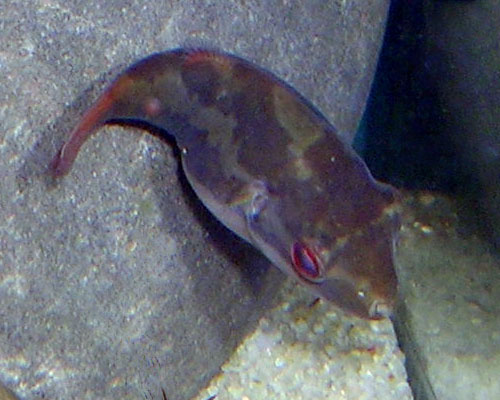
Mascle de Carinotetraodon irrubesco
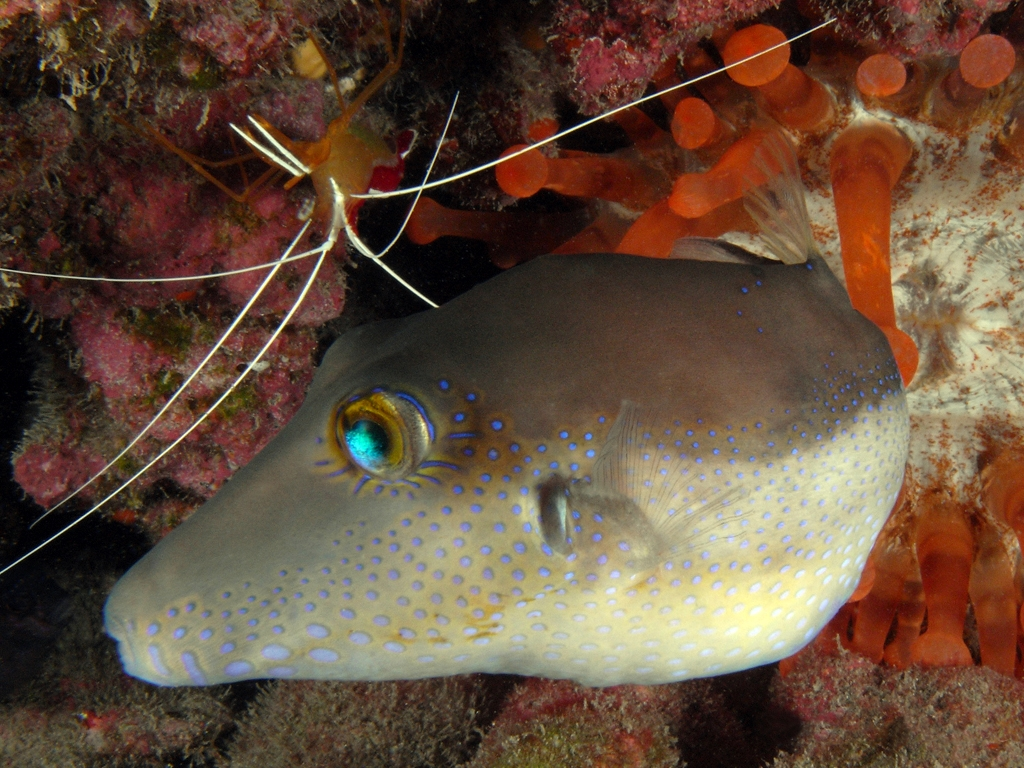
Canthigaster capistrata
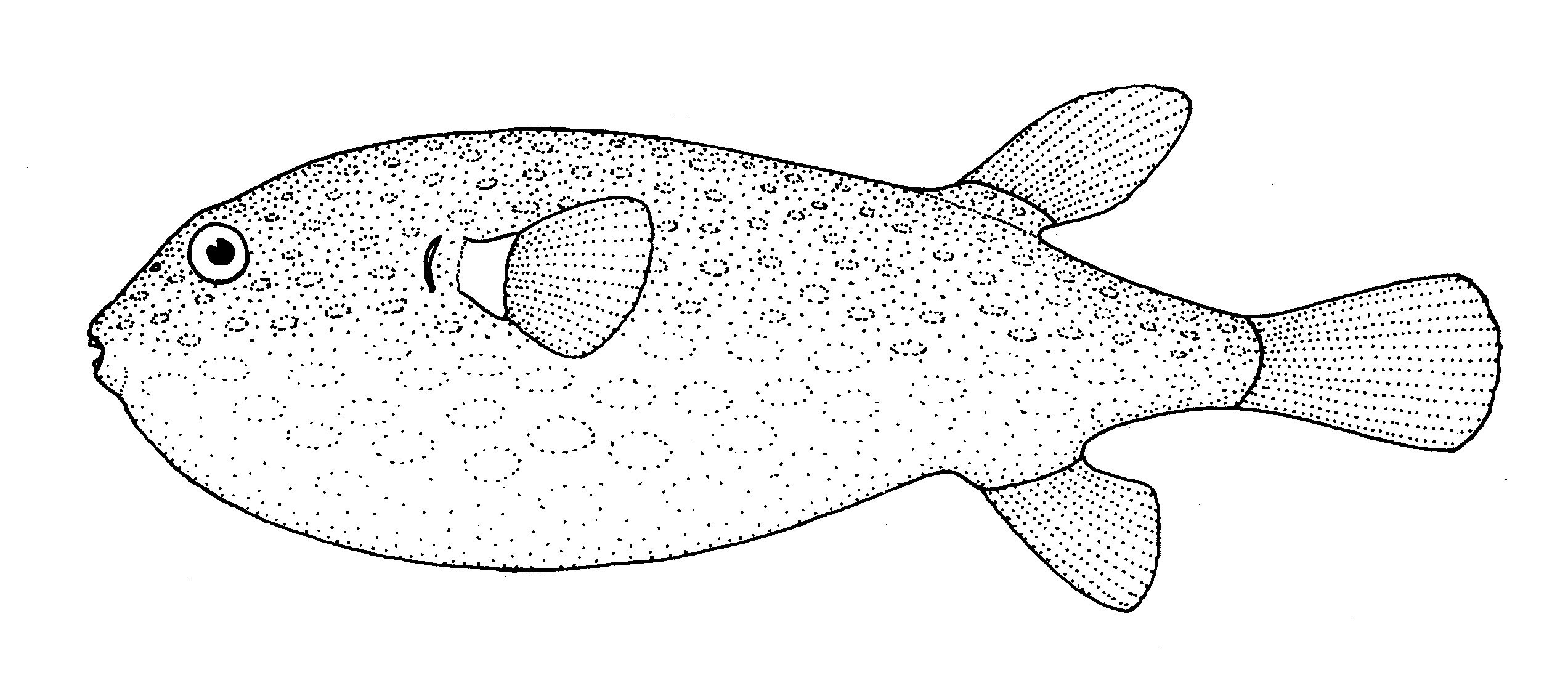
Arothron firmamentum
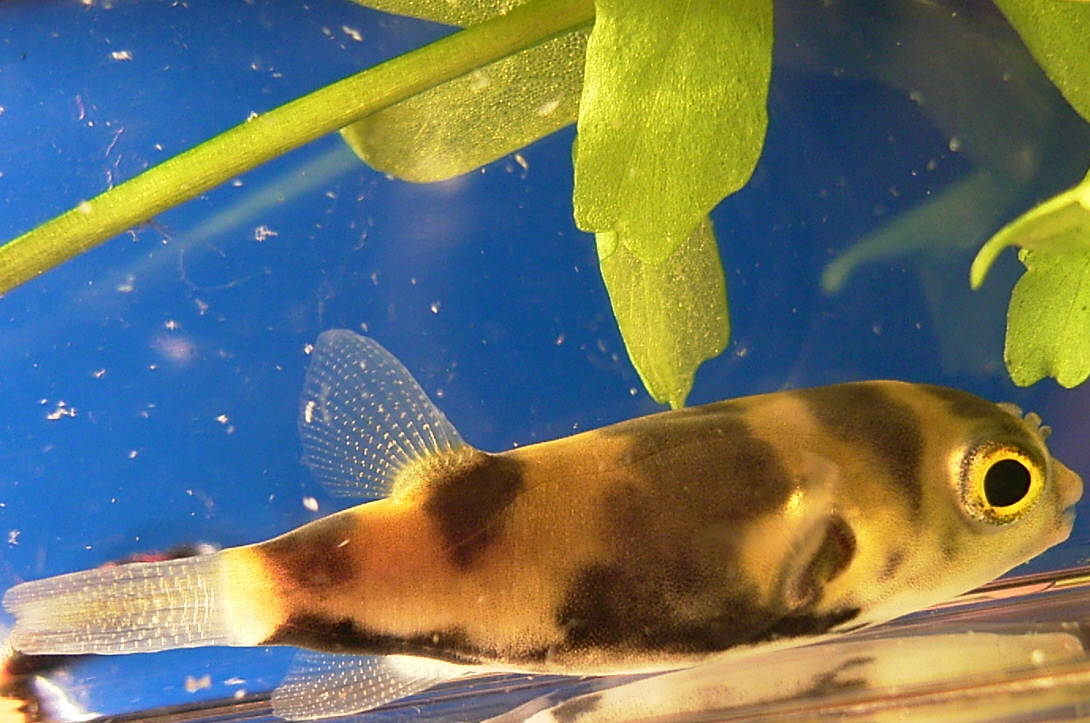
Colomesus asellus
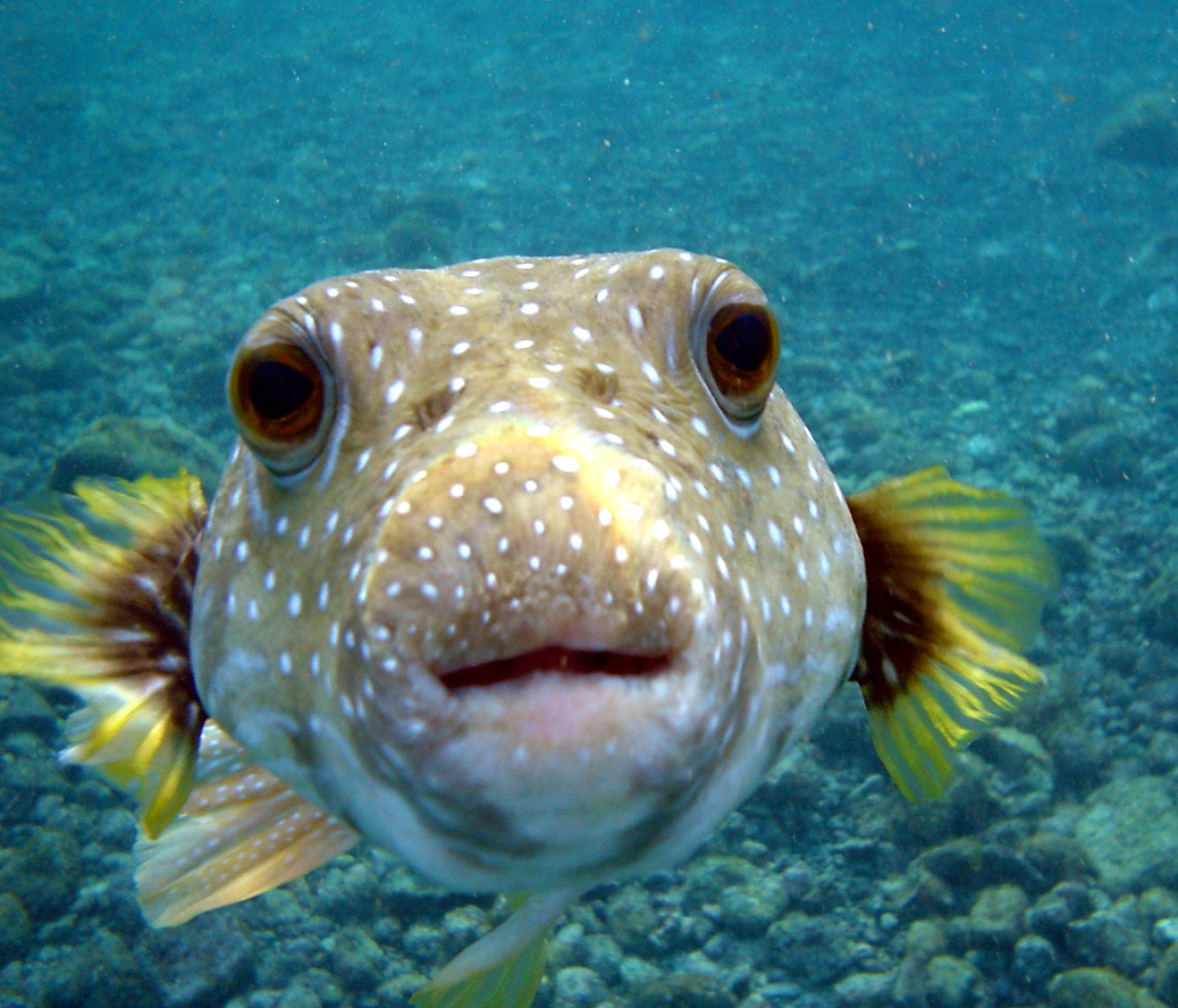
Arothron hispidus
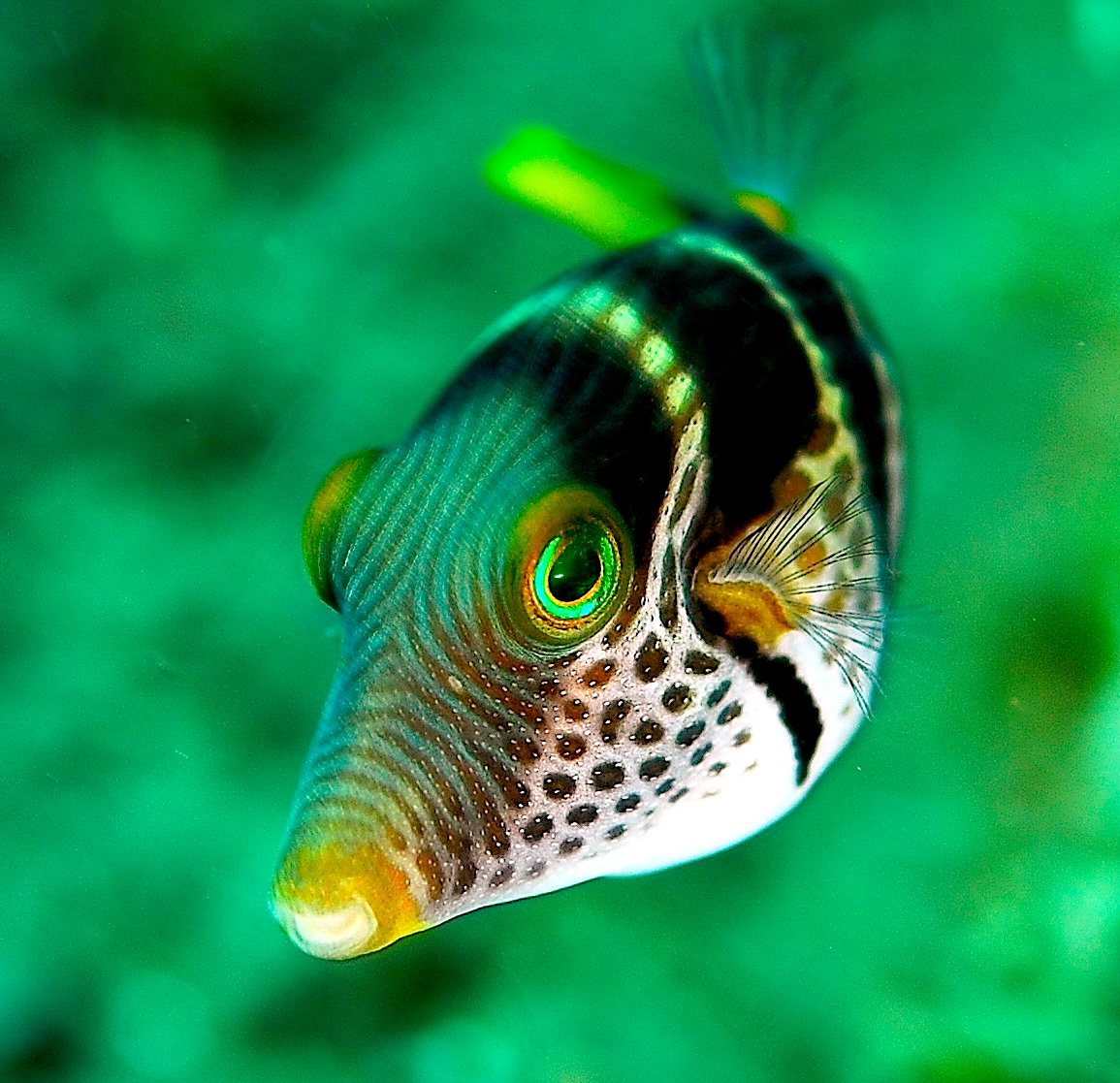
Canthigaster valentini
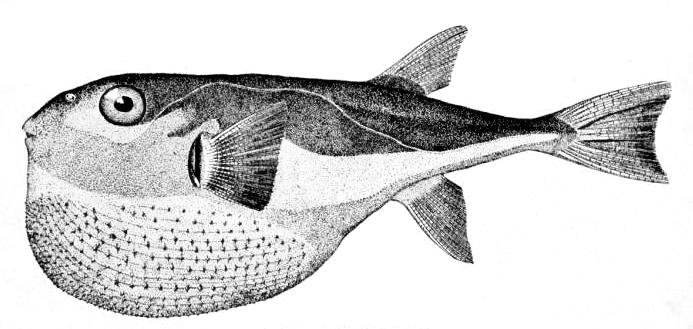
Lagocephalus laevigatus
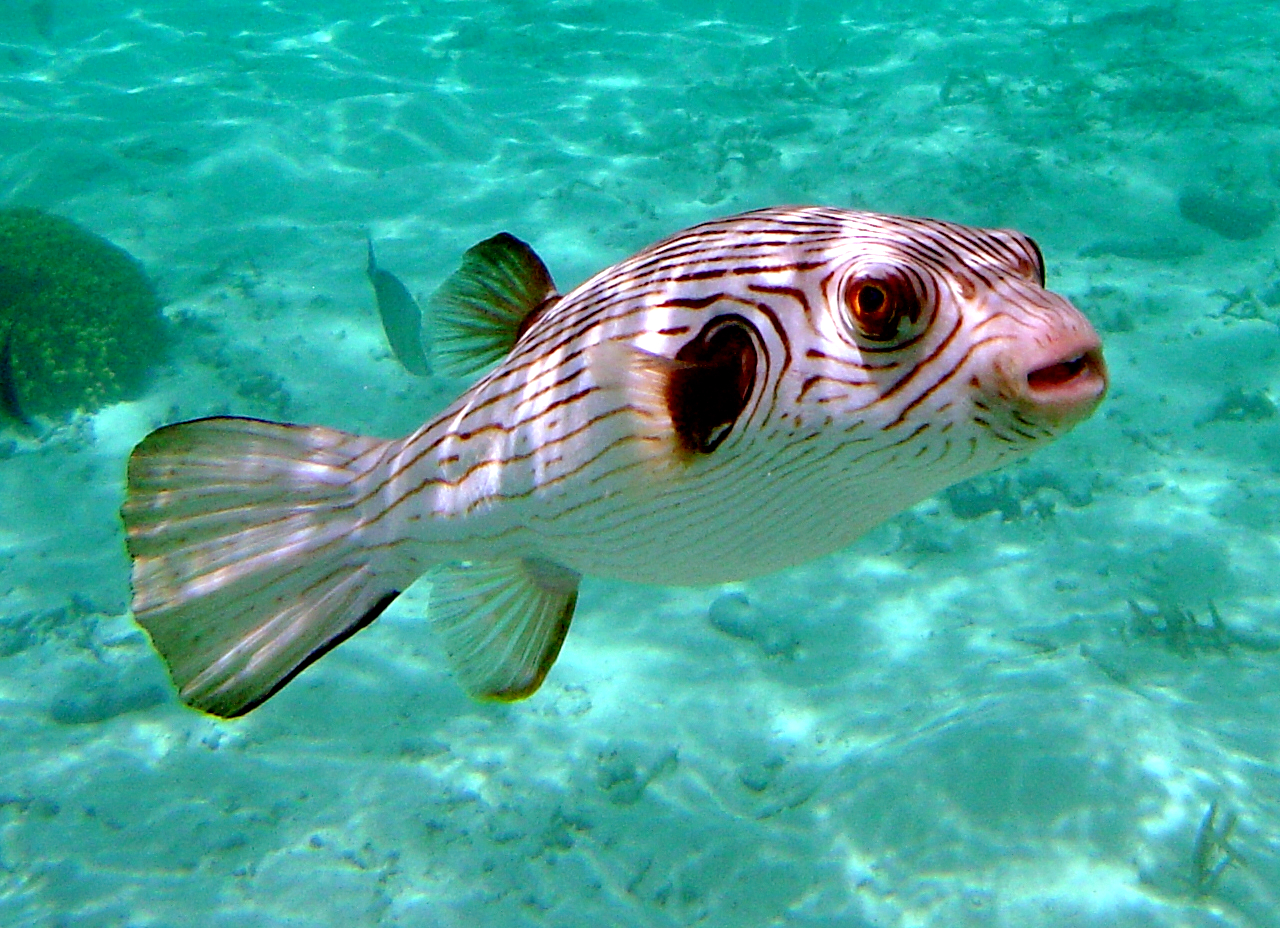
Arothron manilensis
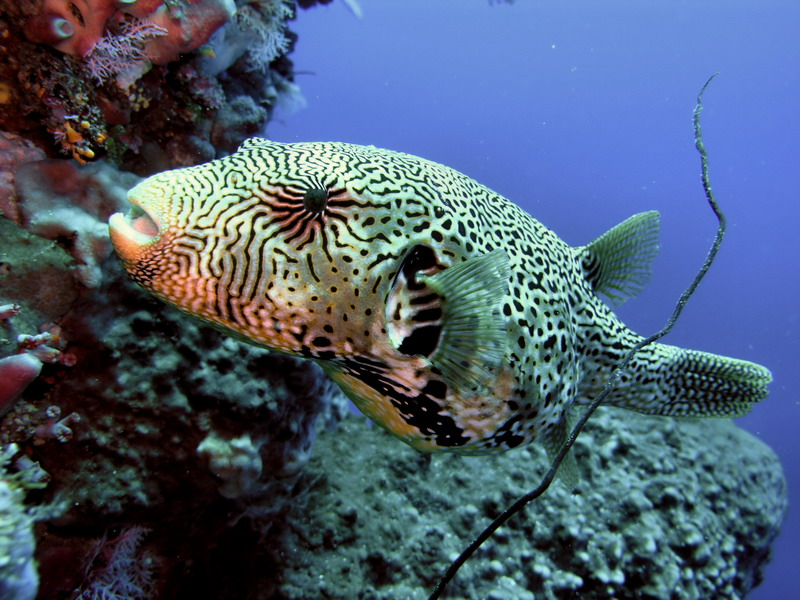
Arothron mappa
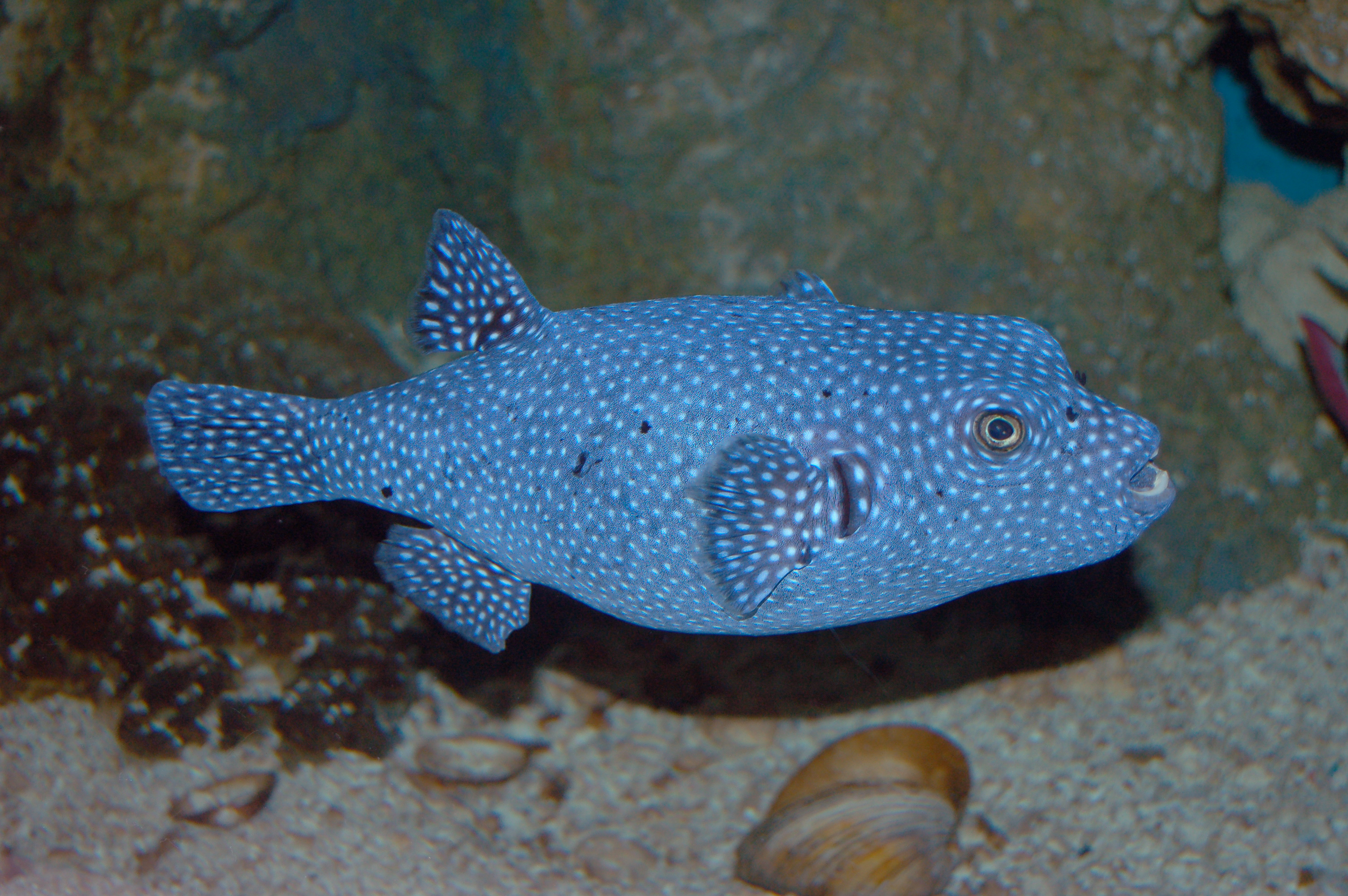
Arothron meleagris
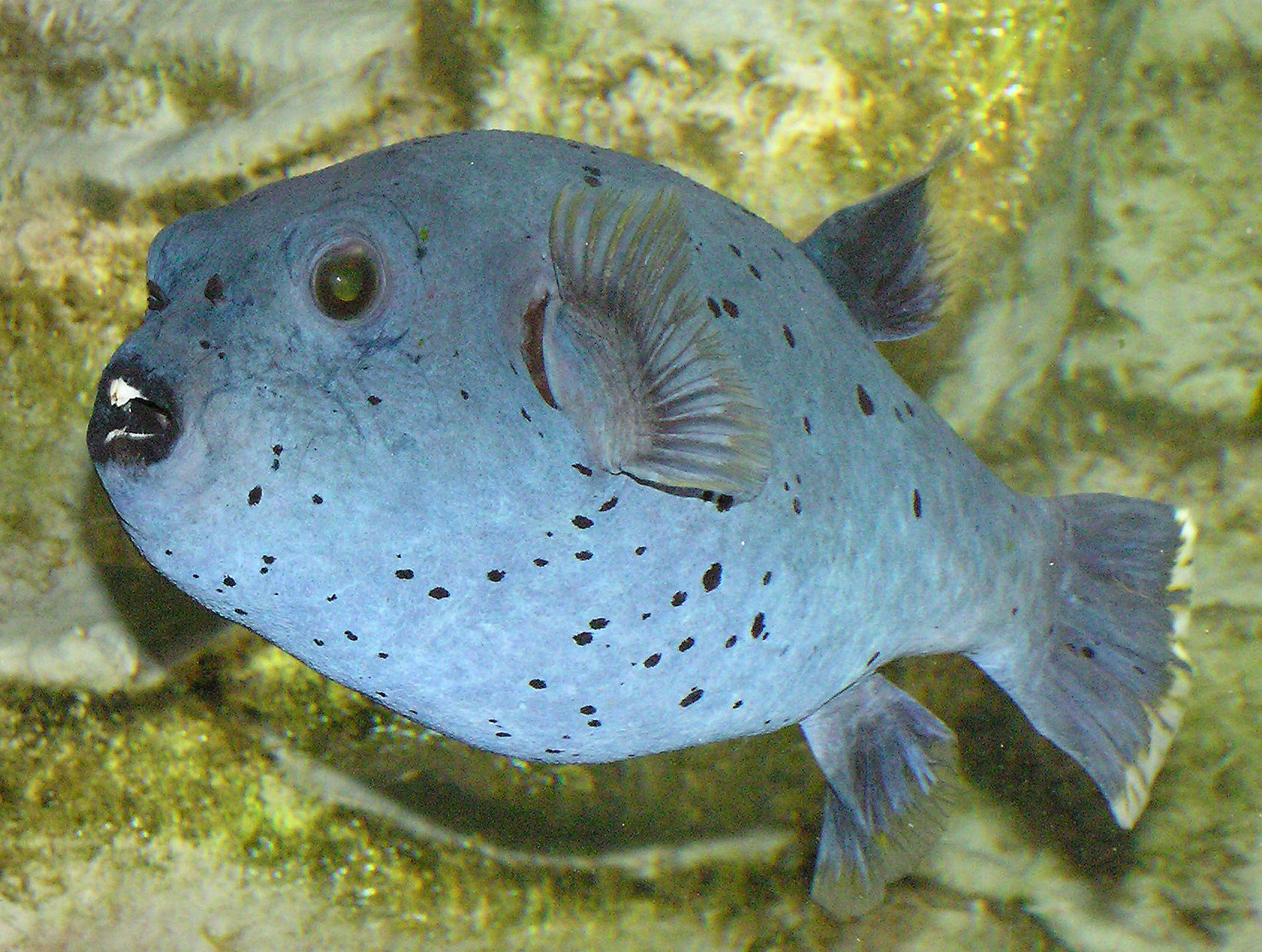
Arothron nigropunctatus
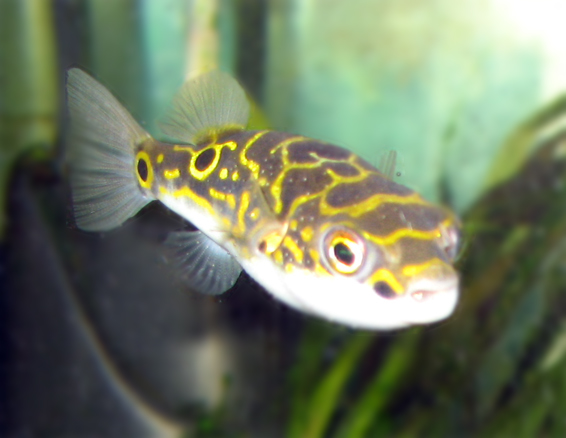
Tetraodon biocellatus
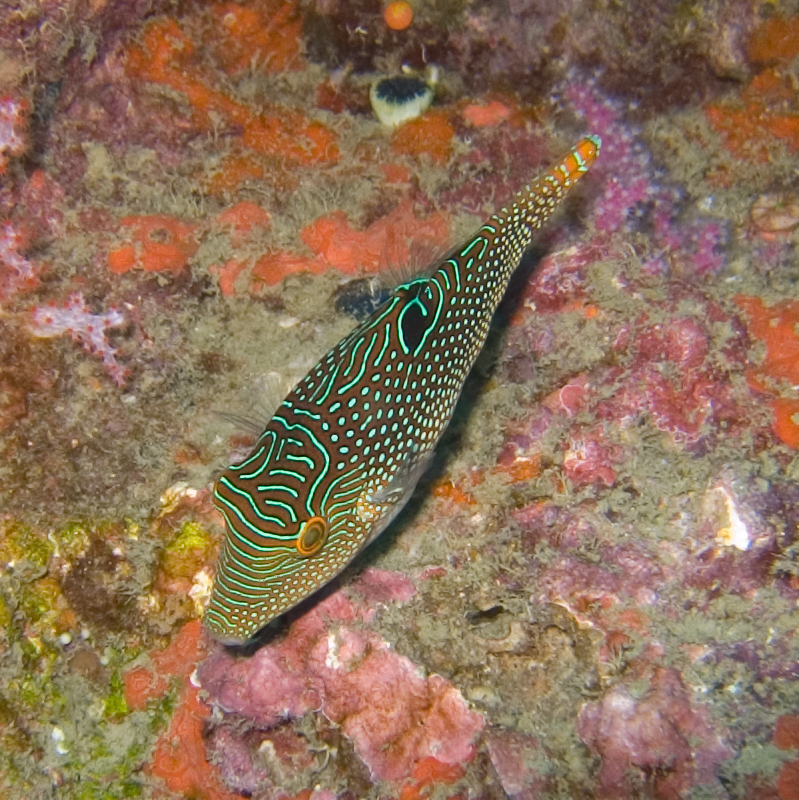
Canthigaster compressa
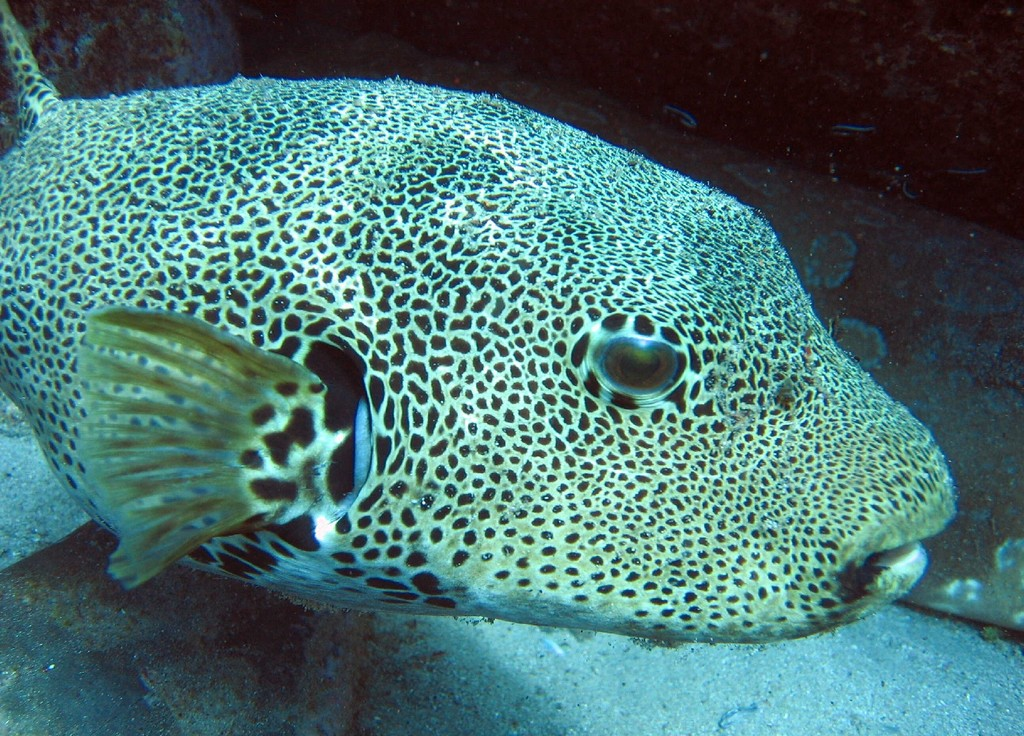
Arothron stellatus
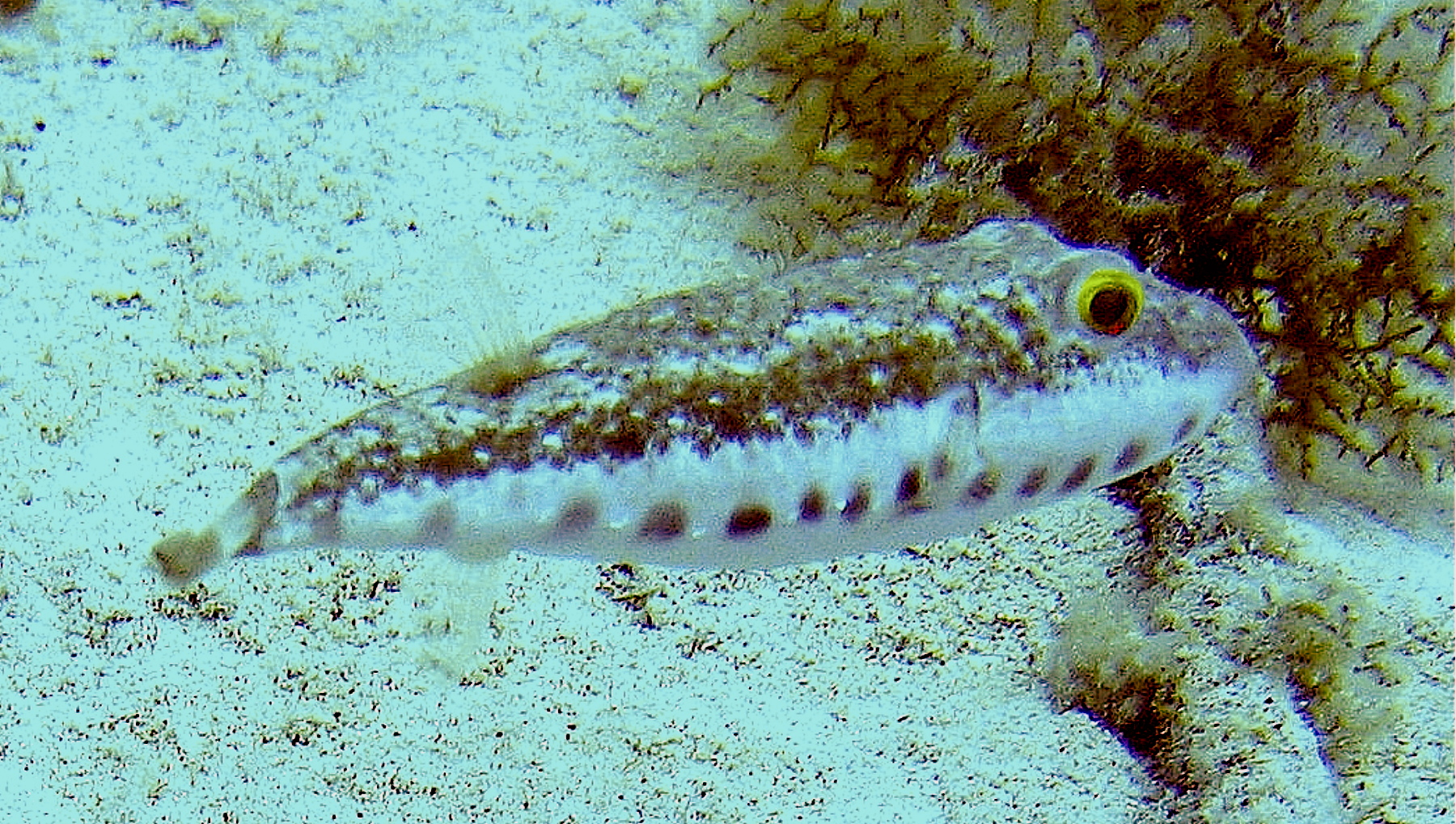
Sphoeroides spengleri
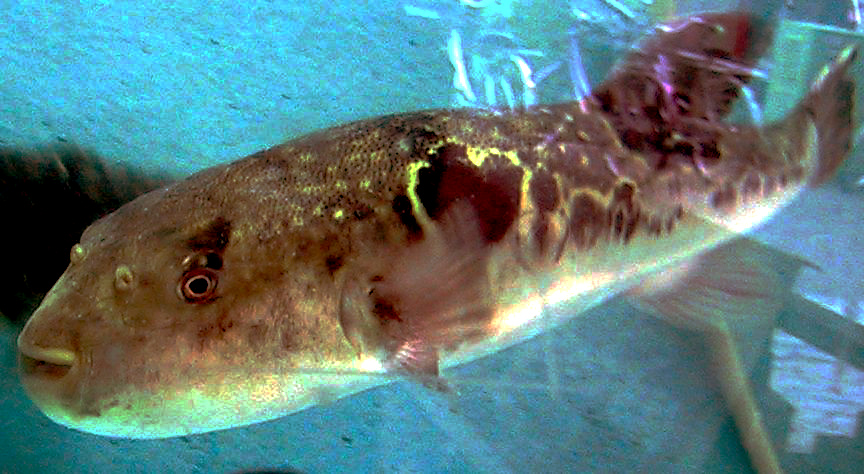
Takifugu rubripes
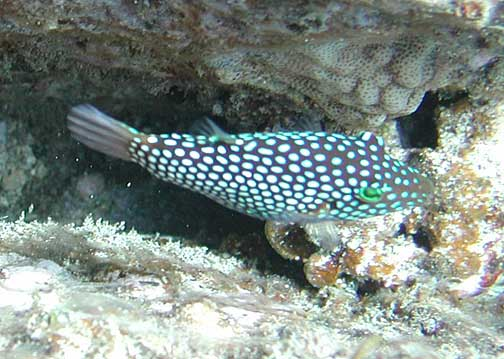
Canthigaster jactator
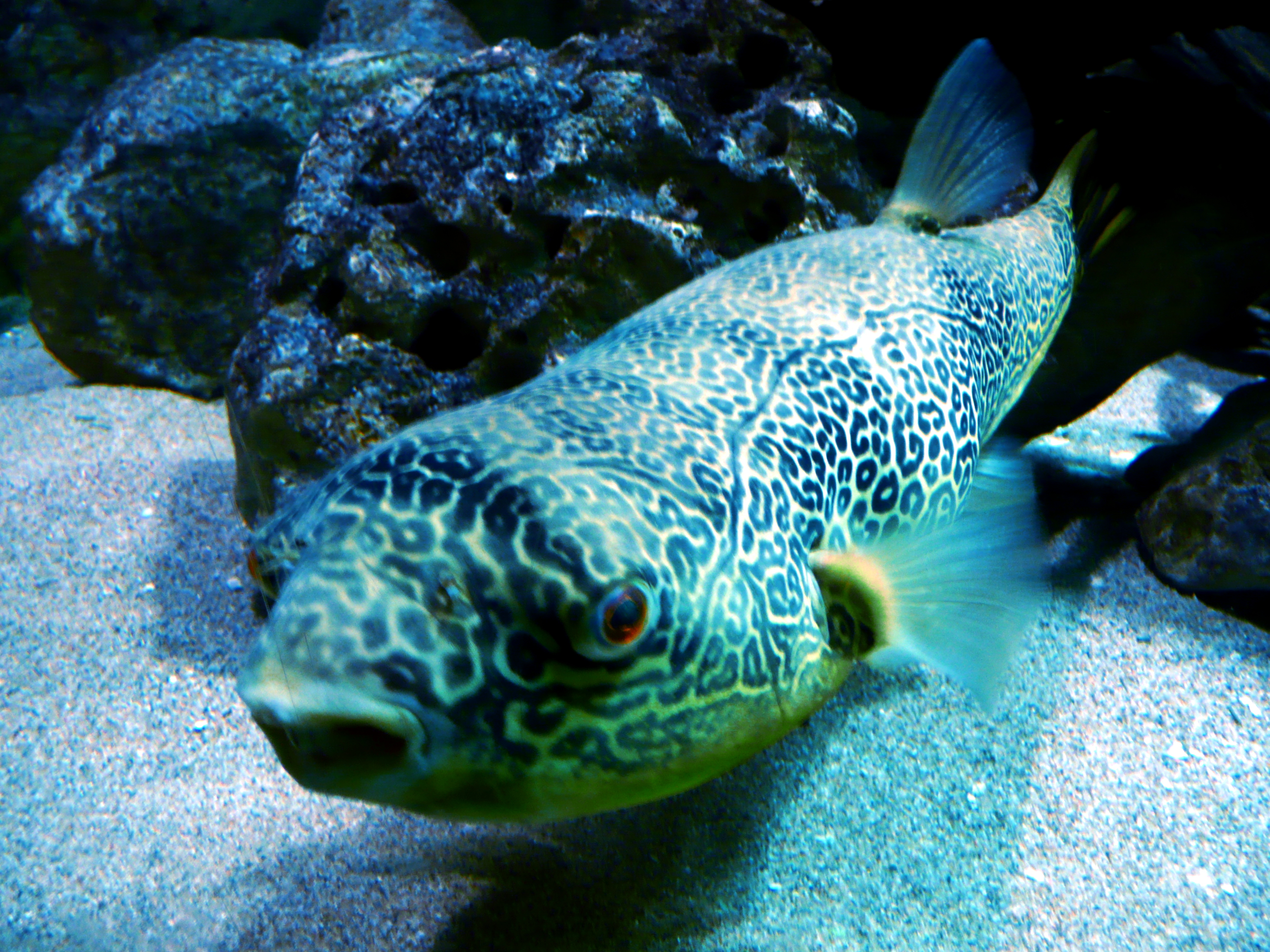
Tetraodon mbu
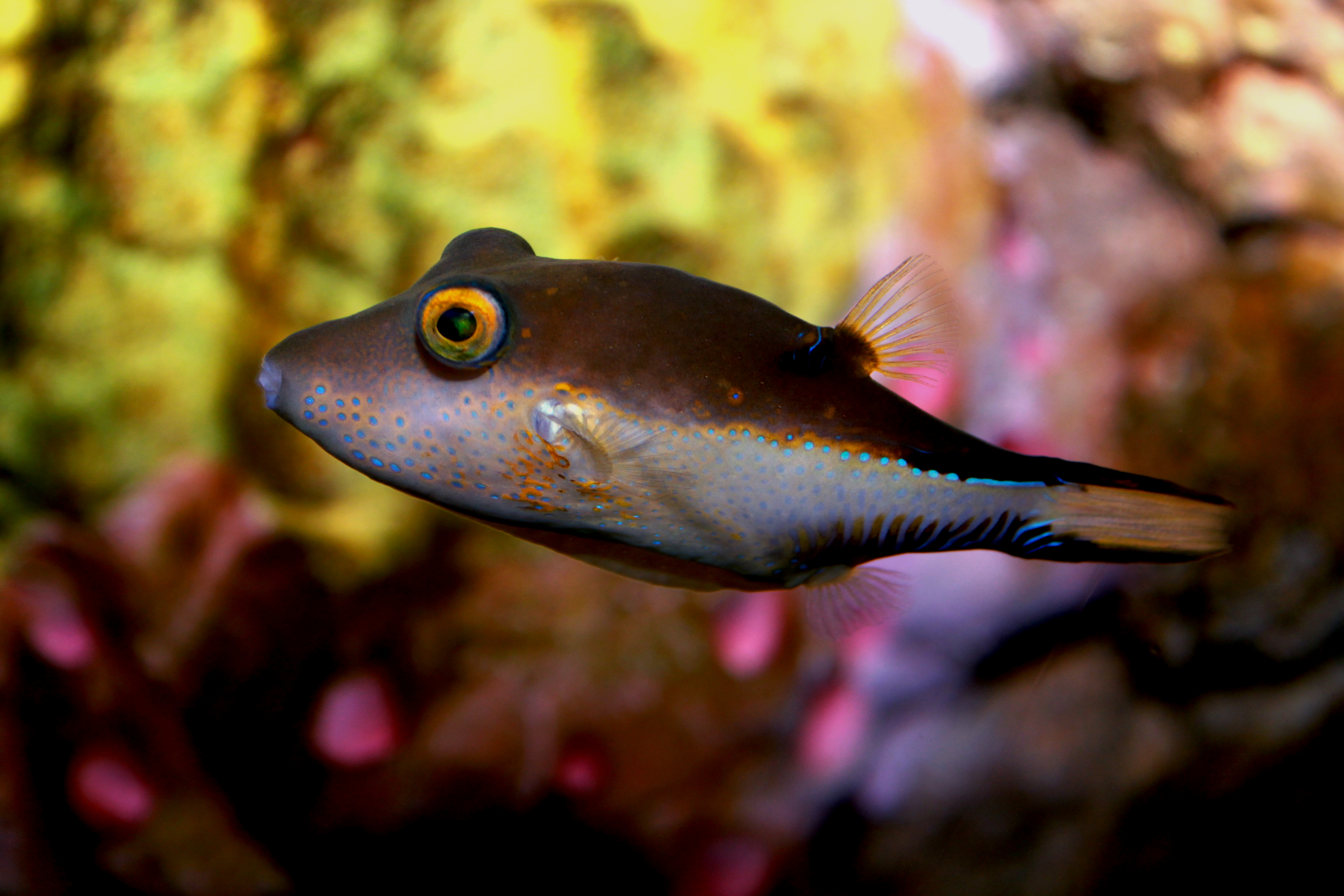
Canthigaster rostrata
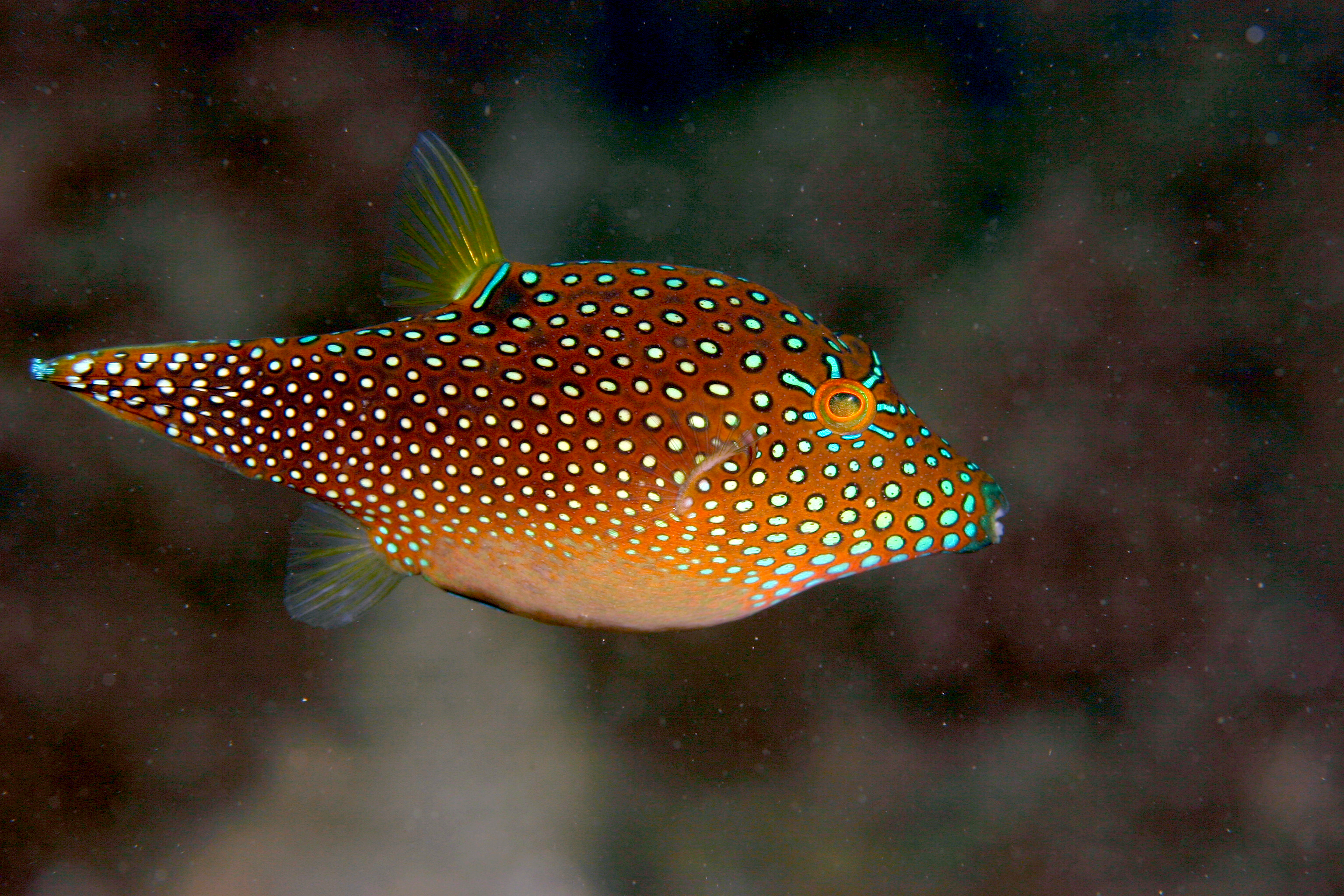
Canthigaster solandri
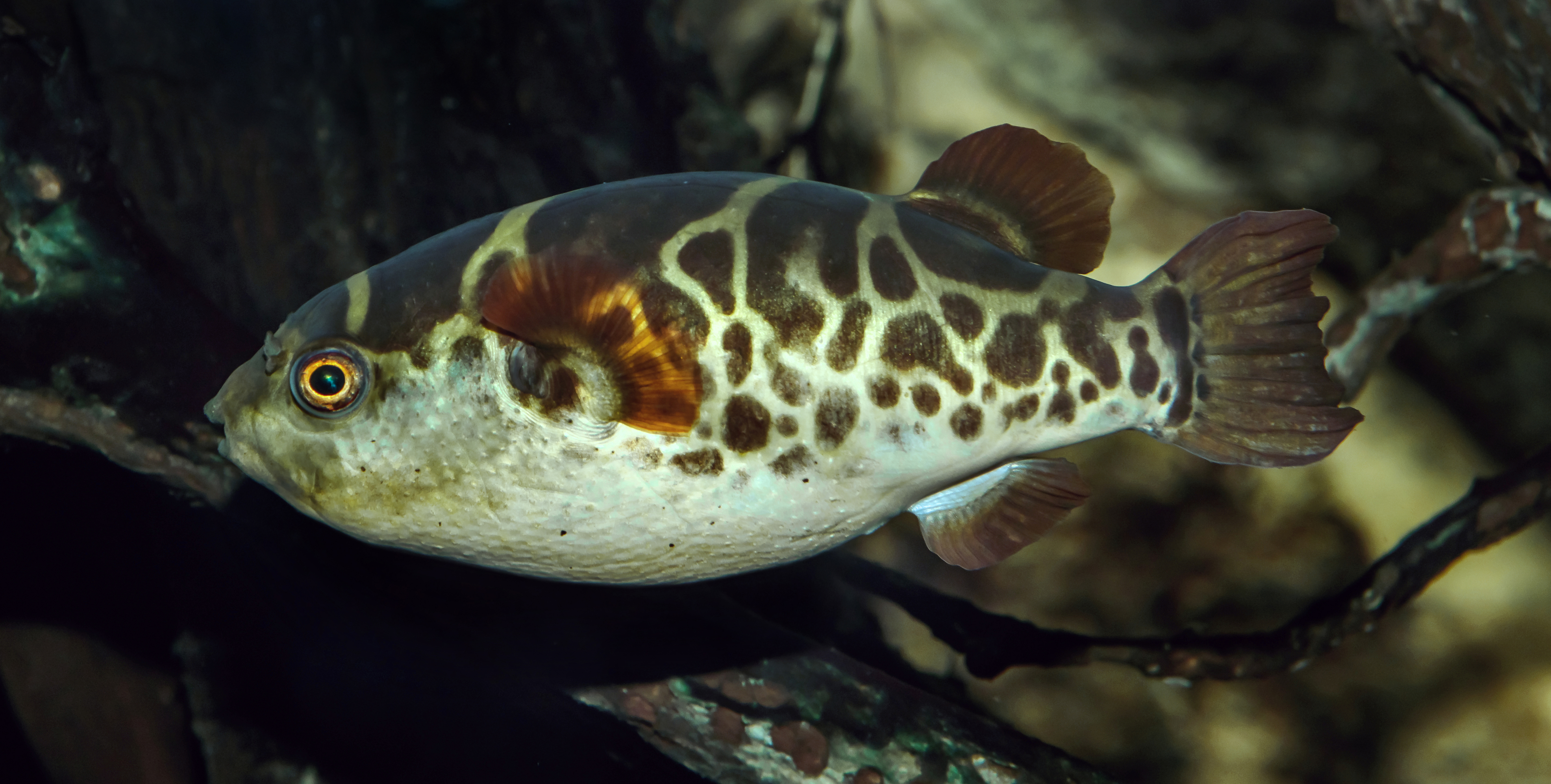
Tetraodon fluviatilis
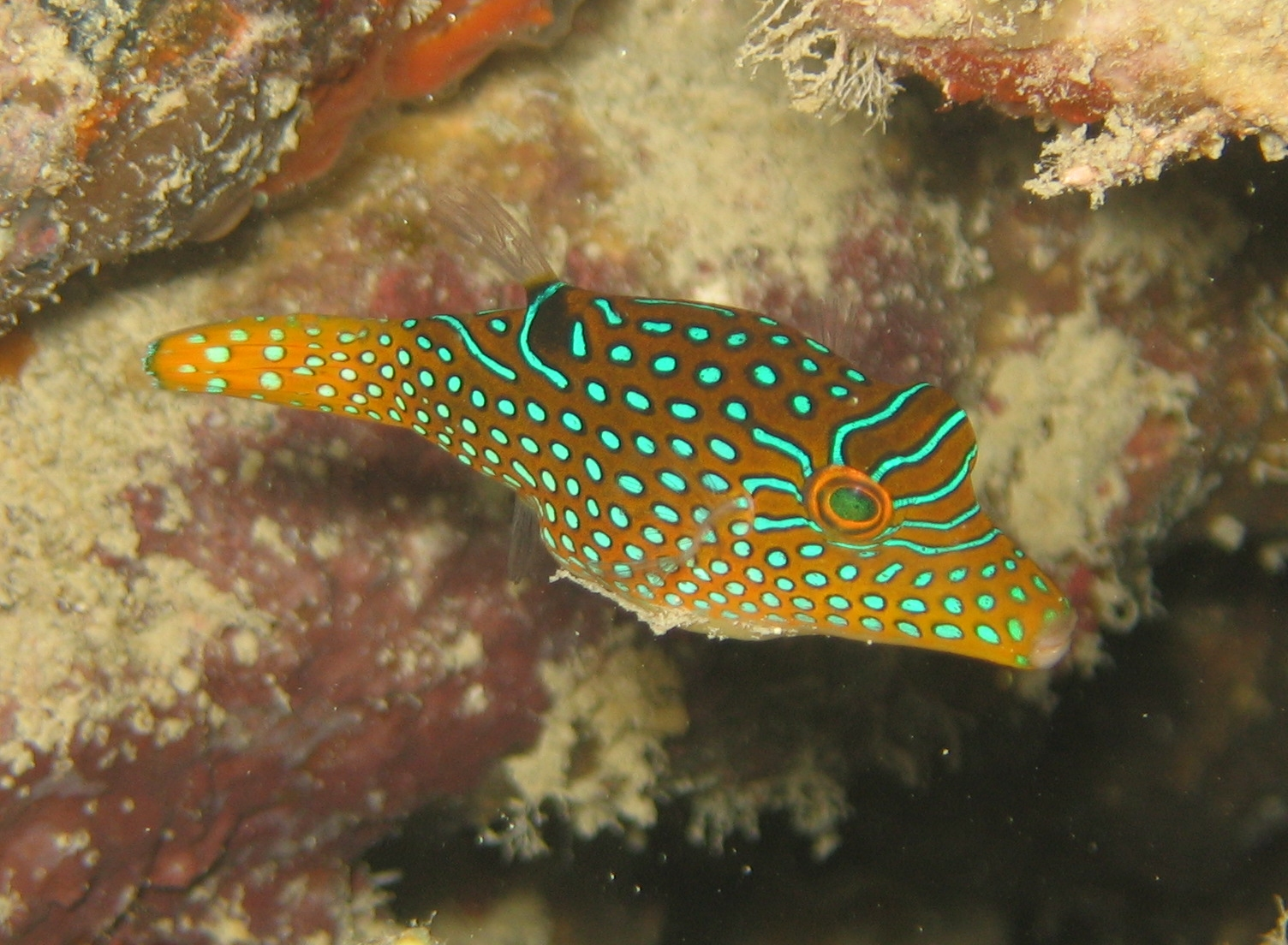
Canthigaster papua
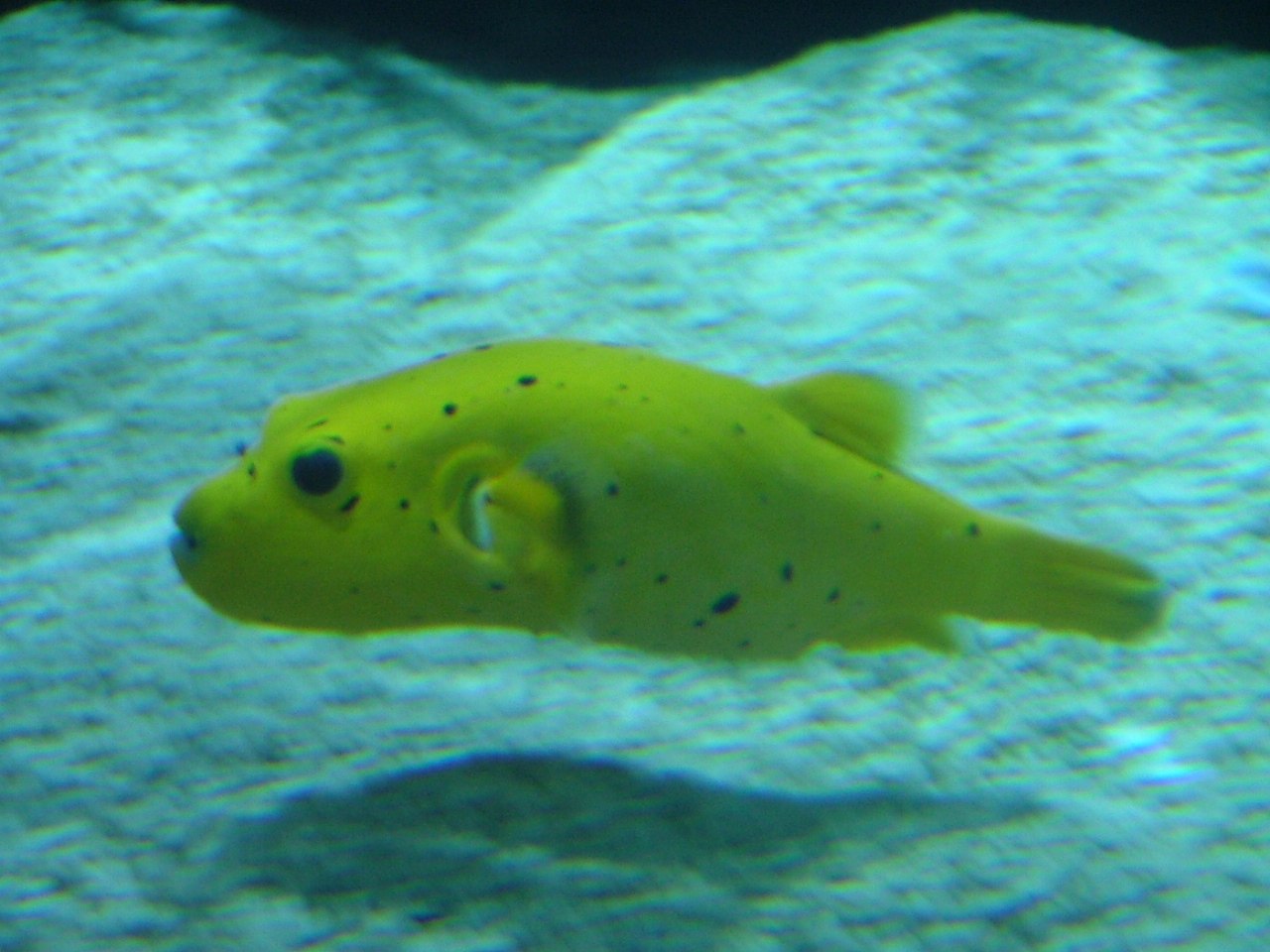
Arothron sp.
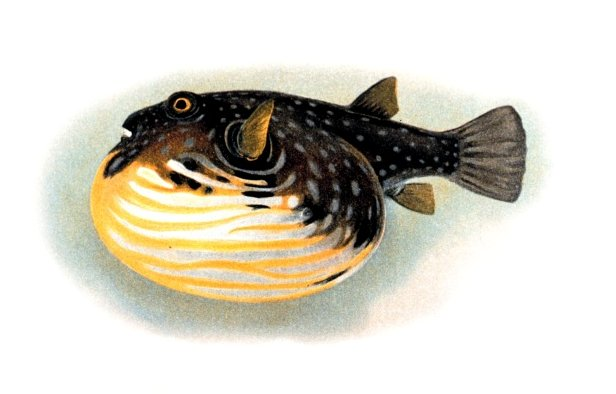
Arothron hispidus